# Gertrud Boëthius
Gertrud Elisabeth Boëthius, född 9 mars 1883 i Uppsala, död 9 oktober 1960 i samma stad, var en svensk konstnär och teckningslärare.
Hon var dotter till läroverksadjunkten fil. dr. Per Gustaf Boëthius och Hildur Elisabeth Beronius. Boëthius studerade vid Konsthögskolan 1909-1911 och i Axel Tallbergs etsningskurs. Separat ställde hon ut i Mora 1910 och hon medverkade i samlingsutställningar arrangerade av Sveriges allmänna konstförening. Hennes konst består av porträtt och Uppsalamotiv. Vid sidan av sitt konstnärskap arbetade hon som teckningslärare.